# Jutarnji list
Jutarnji list (Ютарни лист, «Утренний лист») — хорватская ежедневная утренняя газета, выходит в столице страны городе Загребе, одно из самых популярных печатных СМИ Хорватии с тиражом около 115 тысяч экземпляров.

## История
Издание газеты было начато в апреле 1998 года, став первой успешной хорватской ежедневной газетой, которая появилась начиная с 1950-х годов. Периодическое издание было названо в честь Загребской ежедневки, публиковавшейся еще до Второй мировой войны. С 2003 года «Ютарни лист» приступил к осуществлению издания объемного воскресного выпуска, который получил название Nedjeljni Jutarnji («Воскресный Утренний»).
«Утренний лист» довольно быстро захватил львиную долю сектора печатных СМИ хорватского медиа-рынка и стал одним из самых популярных газет в стране. Уже в первые 5 лет издания газеты было продано более 214 миллионов экземпляров.
Сейчас газета входит в состав европейской медиа-группы Hanza Media.
19 февраля 2005 года «Ютарни лист» опубликовал исчерпывающую биографию Анте Готовины.
В феврале 2008 года газета была втянута в скандал, когда опубликовала вымышленное интервью с тогдашним хорватским премьер-министром Иво Санадером. Репортер из конкурирующей газеты ложно представил себя в качестве премьер-министра, с помощью электронной почты.